# Сан-Жуан-дас-Мисойнс
Сан-Жуан-дас-Мисойнс (порт. São João das Missões) — муниципалитет в Бразилии, входит в штат Минас-Жерайс. Составная часть мезорегиона Север штата Минас-Жерайс. Входит в экономико-статистический микрорегион Жануария. Население составляет 12 894 человека на 2006 год. Занимает площадь 675,089 км². Плотность населения — 19,1 чел./км².

## Статистика
- Валовой внутренний продукт на 2003 год составляет 17 754 035,00 реалов (данные: Бразильский институт географии и статистики).
- Валовой внутренний продукт на душу населения на 2003 год составляет 1520,95 реалов (данные: Бразильский институт географии и статистики).
- Индекс развития человеческого потенциала на 2000 год составляет 0,595 (данные: Программа развития ООН).